# 阿戈讷地区热讷
阿戈讷地区热讷（法語：Gesnes-en-Argonne，法語發音：[ʒɛn ɑ̃.n‿aʁɡɔn]）是法国默兹省的一个市镇，属于凡尔登区。

## 地理
阿戈讷地区热讷（49°18'22"N, 5°3'36"E）面积7.06 平方千米，位于法国大東部大區默兹省，该省份为法国西北部内陆省份，北与比利时接壤，西接马恩省和阿登省，南至上马恩省和孚日省，东临默尔特-摩泽尔省。
与阿戈讷地区热讷接壤的市镇（或旧市镇、城区）包括：埃克塞尔蒙、谢尔日苏蒙福孔、罗马涅苏蒙福孔。

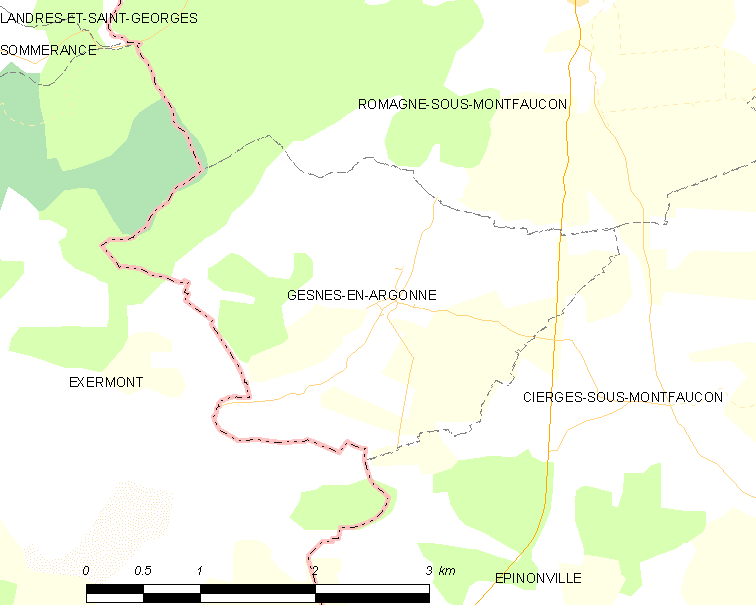
阿戈讷地区热讷的OSM定位图

阿戈讷地区热讷的时区为UTC+01:00、UTC+02:00（夏令时）。

## 行政
阿戈讷地区热讷的邮政编码为55110，INSEE市镇编码为55208。

## 政治
阿戈讷地区热讷所属的省级选区为阿戈讷地区克莱蒙县。

## 人口

1962-2008年间阿戈讷地区热讷人口变化图示

阿戈讷地区热讷于2022年1月1日时的人口数量为52人。